# Anglia Television

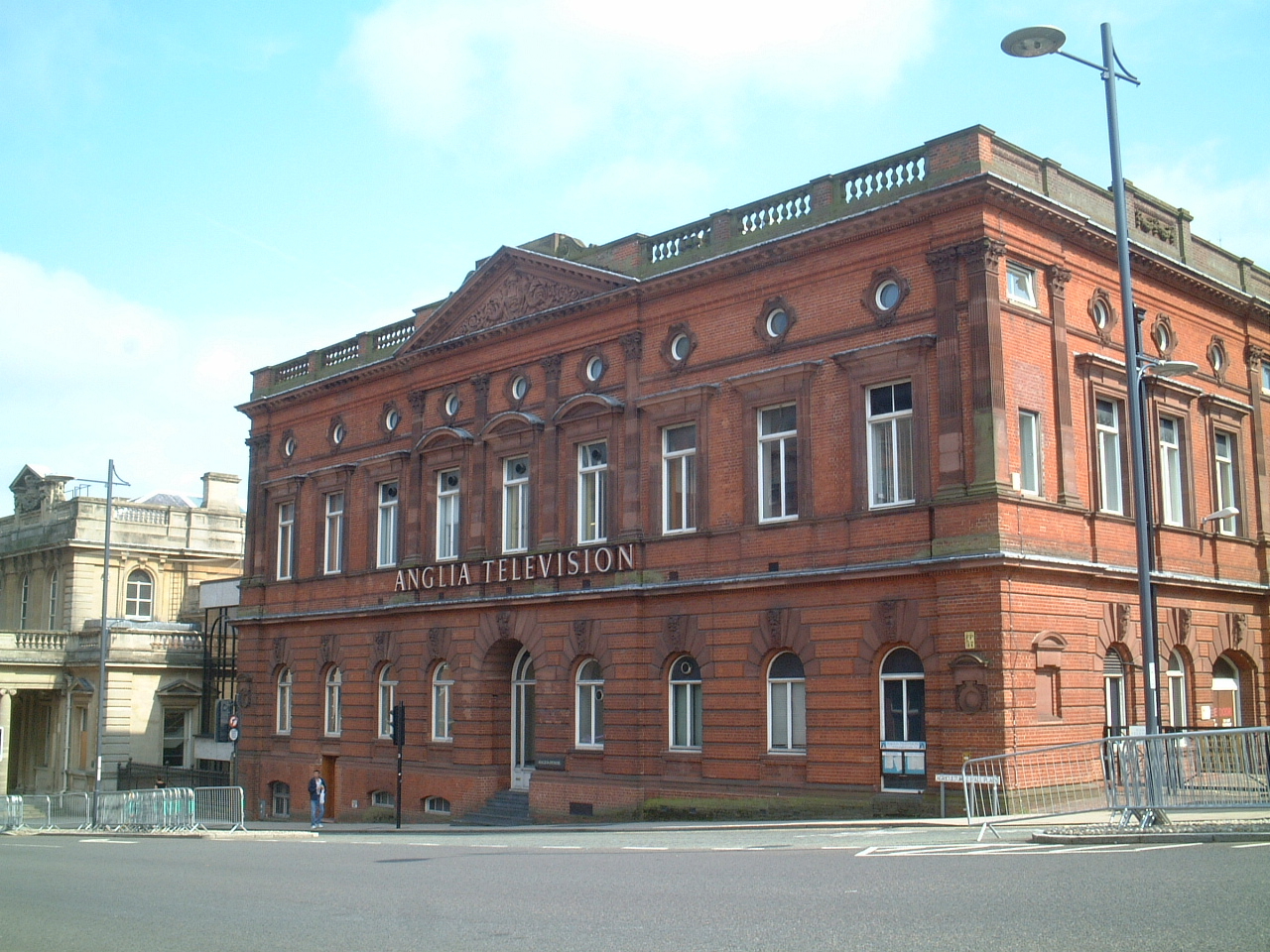
Anglias högkvarter i Norwich.

Anglia Television är ett företag som sänt på ITV-nätverket i östra England (East Anglia) sedan 1959.

## Historia
Independet Television Authority meddelade tillstånd för tv-sändningar i East Midland i april 1958 och fick in åtta ansökningar. Den grupp som fick tillstånden valde namnet Anglia Television. Sändningarna kunde inledas den 27 oktober 1959. Ordförande i styrelsen var George Townshend.
1964 skulle tillstånden förnyas. ITA fick, utöver Anglia, två ansökningar men valde att förlänga Anglias tillstånd. Anglia utökade också sitt sändningsområde då de fick Belmontsändaren i östra Lincolnshire. Vid tillståndsförnyelsen 1967 mötte inte Anglia någon konkurrens.
När Storbritannien gick över till färgteve och UHF blev Belmontsändaren en viktig sändare med stor räckvidd. Yorkshire Television klagade på detta, efter de ansåg att Anglia då sände på deras område. Yorkshire hade liknande problem vid gränsen till Tyne Tees Televisions område, så planer skissades upp på att Yorkshire, Tyne Tees och Anglia skulle gå samman under namnet Trident Television. IBA motsatte sig dock ett sådant samgående, så det blev bara Tyne Tees och Yorkshire som gick samman medan Anglia var fortsatt självständigt. Yorkshire fick dock ta över Belmontsändaren 1974.
Anglia mötte mycket lite konkurrens när kontrakten förnyades 1981, men desto mer 1991. Anglia fick dock förlängt tillstånd båda gångerna.
I och med en ny TV-lag 1990 lättades reglerna för samgående medan ITV-företag och 1994 köptes Anglia av Mills & Allen International (MAI), som senare köptes av United News and Media. UNM sålde år 2000 sina ITV-företag till Granada Media och år 2004 blev Anglia en del av ITV plc när Granada gick samman med Carlton Communications.

## Identitet
Från starten 1959 fram till 1988 använde sig Anglia av en liten silverriddarstaty som symbol. Som jingel användes en variant av Händels Water Music.
1988 byttes logotypen ut mot en flagga med ett stiliserat A gjort av trianglar. År 2002 valde Granada och Carlton att ta bort de lokala namnen i de flesta sammanhang och kalla kanalen ITV1 i hela England och Wales. I samband med regionala program används namnet ITV1 Anglia.